# Rita Crockett
Rita Louise Crockett, nota anche come Rita Buck-Crockett e precedentemente Rita Crockett Royster (San Antonio, 2 novembre 1957), è un'ex pallavolista statunitense, vincitrice della medaglia d'argento ai Giochi olimpici di Los Angeles 1984 con la nazionale degli Stati Uniti.

## Carriera

### Giocatrice

#### Club
Attiva al college con la squadra delle Houston Cougars, giocò nel campionato universitario statunitense AIAW di pallavolo femminile insieme alla campionessa Flo Hyman.
Per oltre sedici anni, giocò all'estero. Dapprima fu impegnata in Giappone, a Kōbe, con il Daiei tra il 1982 e il 1986. Successivamente, disputò diverse stagioni nella serie A1 del campionato italiano, prima con il Matera e poi con il Circolo Aniene. Nel 1991 venne nominata MVP e nel 1993 contribuì alla vittoria della sua squadra nella Coppa CEV. Terminò la sua carriera indoor in Svizzera, giocando per la RTV 1879 Basel, con la quale vinse la Coppa di Svizzera e venne nominata quattro volte MVP.

#### Nazionale
Entrò a far parte della nazionale femminile statunitense nel 1977. Considerata una potente schiacciatrice, nonostante l'altezza non elevatissima (1,75 m), disponeva di una capacità di salto di oltre un metro, motivo per cui venne soprannominata "The Rocket" da Sports Illustrated.
La squadra di pallavolo statunitense era considerata tra le favorite per vincere la medaglia d'oro alle Olimpiadi di Mosca, ma non vi prese parte a causa del boicottaggio voluto dal Comitato Olimpico degli Stati Uniti. Rita Crockett prese parte poi alle Olimpiadi di Los Angeles, dove raggiunse la medaglia d'argento insieme alla squadra, perdendo in finale contro la Cina.
Tra il 1989 e il 1994 si dedicò anche al beach volley. Vinse con Jackie Silva i campionati mondiali del 1989, all'epoca non ancora competizione riconosciuta dalla FIVB. L'anno seguente si piazzò seconda in coppia con Angela Rock. Nel 1993 e nel 1994 fu nominata "sportiva dell'anno" dall'Association of Volleyball Professionals.

### Dopo il ritiro
Dopo la conclusione della sua carriera agonistica, Rita Crockett divenne allenatrice presso l'Università dell'Iowa. Fu direttore esecutivo, presidente e capo-allenatrice della North Florida Volleyball Association. Successivamente passò ad allenare la squadra di pallavolo della Florida International University.
Nel 2011 fu inclusa nella Volleyball Hall of Fame.

## Palmarès

### Club
- Torneo Kurowashiki: 1

1985-86
- Major League Volleyball: 1

1987-88
- Coppa CEV: 1

1992-93
- Coppa di Svizzera: 3

1993-94, 1994-95, 1995-96

### Nazionale (competizioni minori)
- IX Giochi panamericani

### Premi individuali
- 1987 - Major League Volleyball: MVP
- 1991 - Serie A1: MVP
- 1993-1994 - Association of Volleyball Professionals: Sportiva dell'anno
- 1994-1996 - Coppa di Svizzera: MVP
- 2008 - University of Houston Athletics Hall of Honor
- 2011 - International Volleyball Hall of Fame